# Wereldkampioenschappen moderne vijfkamp 2010
De wereldkampioenschappen moderne vijfkamp 2010 werden gehouden in Chengdu in China. De gemengde estafette debuteerde tijdens deze editie.

## Medailles

### Mannen
| Onderdeel   | Goud | Goud                                                 | Zilver | Zilver                                       | Brons | Brons                                        |
| ----------- | ---- | ---------------------------------------------------- | ------ | -------------------------------------------- | ----- | -------------------------------------------- |
| Individueel | RUS  | Sergej Karjakin                                      | RUS    | Aleksandr Lesoen                             | LTU   | Justinas Kinderis                            |
| Team        | LTU  | Justinas Kinderis Edvinas Krungolcas Tomas Makarovas | CZE    | Ondřej Polívka Michal Sedlecky David Svoboda | HUN   | Ádám Marosi Róbert Kasza Robert Nemeth       |
| Relay       | BLR  | Mihail Prokopenko Mikhail Mitsyk Dzmitry Meliakh     | KOR    | Jung Hwon-ho Nam Dong-hoon Kim Soeng-jin     | RUS   | Andrey Moiseyev Ilia Frolov Aleksandr Lesoen |

### Vrouwen
| Onderdeel   | Goud | Goud                                                                 | Zilver | Zilver                                       | Brons | Brons                                       |
| ----------- | ---- | -------------------------------------------------------------------- | ------ | -------------------------------------------- | ----- | ------------------------------------------- |
| Individueel | FRA  | Amélie Cazé                                                          | LTU    | Donata Rimšaitė                              | GER   | Lena Schöneborn                             |
| Team        | FRA  | Amélie Cazé Elfie Arnaud Anais Eudes                                 | GBR    | Heather Fell Samantha Murray Freyja Prentice | GER   | Lena Schöneborn Annika Schleu Eva Trautmann |
| Estafette   | RUS  | Polina Stroetsjtkova Jevdokia Gretsjisjnikova Jekaterina Choeraskina | FRA    | Amélie Cazé Elfie Arnaud Elodie Cluval       | CHN   | Chen Qian Miao Yihua Zhang Ye               |

### Gemengd
| Onderdeel | Goud | Goud                                | Zilver | Zilver                                 | Brons | Brons                             |
| --------- | ---- | ----------------------------------- | ------ | -------------------------------------- | ----- | --------------------------------- |
| Estafette | POL  | Sylvia Czwojdzinska Remigiusz Golis | UKR    | Victoria Teresjoek Pavlo Timosjtsjenko | LTU   | Donata Rimšaitė Justinas Kinderis |

### Medaillespiegel
| Plaats | Land                | Goud | Zilver | Brons | Totaal |
| 1      | Tsjechië            | 2    | 1      | 1     | 4      |
| 2      | Frankrijk           | 2    | 1      | 0     | 3      |
| 3      | Litouwen            | 1    | 1      | 2     | 4      |
| 4      | Polen               | 1    | 0      | 0     | 0      |
|        | Wit-Rusland         | 1    | 0      | 0     | 0      |
| 6      | Oekraïne            | 0    | 1      | 0     | 1      |
|        | Tsjechië            | 0    | 1      | 0     | 1      |
|        | Verenigd Koninkrijk | 0    | 1      | 0     | 1      |
|        | Zuid-Korea          | 0    | 1      | 0     | 1      |
| 10     | Duitsland           | 0    | 0      | 2     | 2      |
| 11     | China               | 0    | 0      | 1     | 1      |
|        | Hongarije           | 0    | 0      | 1     | 1      |
| Totaal | Totaal              | 7    | 7      | 7     | 21     |